# Saint-Christol, Ardèche

Saint-Christol este o comună în departamentul Ardèche din sud-estul Franței. În 1 ianuarie 2022 avea o populație de 100 de locuitori.